# الحركة العمالية الاشتراكية (الأرجنتين)
الحركة العمالية الاشتراكية (بالإسبانية: Movimiento Socialista de los Trabajadores) هي حزب سياسي تروتسكي في الأرجنتين. تأسس في عام 1992 على أنه انفصال عن مجموعة تروتسكية أخرى، وهي الحركة نحو الاشتراكية. ينشط الحزب في عدد من الجامعات، بما في ذلك جامعة بوينس آيرس. وعانى الحزب عام 2006 من أزمة أدت إلى انقسامه. قامت الأقلية بتأسيس منظمة جديدة تسمى اليسار الاشتراكي.

## روابط خارجية
- الموقع الرسمي